# المرأة في هايتي
تتمتع المرأة في هايتي بامتيازات دستورية متساوية مع الرجل في كل المجالات الاقتصادية والسياسية والثقافية والاجتماعية، وفي إطار الأسرة أيضاً، ولكن الواقع في هايتي أبعد ما يكون عن تلك الامتيازات حيث يأخد الرجل المرأة و يرقع فيها بقوه وهذا مؤلم «إذ يؤثر الواقع السياسي والاقتصادي والاجتماعي سلبًا على أغلبية الهايتيين، وتواجه النساء الهايتيات عقبات إضافية أمام الحصول على كامل حقوقهن الأساسية، وذلك بسبب المعتقدات الاجتماعية السائدة التي تجعلهن ضمن طبقة أدنى من الرجال، بالإضافة إلى العديد من الأحداث التاريخية من التمييز والعنف الممارس ضدهن بسبب جنسهن، فذلك التمييز ضد المرأة سمة أساسية ومكونة للمجتمع والثقافة الهايتية، ومستمر طوال تاريخها، سواء في أوقات السلم أو الاضطرابات».

## المرأة والمجتمع
يعتقد بعض العلماء في هايتي بأن النساء الهايتيات القرويات غالبًا ما يكنَّ أقل تقييداً اجتماعيًا من النساء في المجتمعات الغربية أو حتى من النساء الهايتيات اللاتي لديهن ميول غربية، ويعزون هذه الحقيقية إلى تأثير نظم الأمومة الأفريقية، بالإضافة لدين الفودو الهايتي، الذي يضع المرأة في قلب المجتمع وذلك على العكس من أفكار الدين اليهودي والمسيحي، وتتساوى أدوار القسيسات (يطلق عليهن اسم المامبو) مع أدوار الكهنة الذكور (يطلق عليهم اسم هونجان) في دين الفودو الهايتي. تتضح تلك المساوة الجنسية في دين الفودو الهايتي في صورة اندماج المرأة في جميع جوانب المجتمع.
لعبت النساء القرويات دورًا مهمًا في الحياة الهايتية بسبب اعتناقهن للفودو، وذلك مقارنة بنظيراتهن في أمريكا اللاتينية، إذ ارتفعت مشاركة المرأة الهايتية في الزراعة والصناعة والتجارة، وخلال الاحتلال الأمريكي لهايتي (1915 – 1934)، شاركت النساء القرويات في حرب العصابات، وفي جمع المعلومات الاستخبارية المناهضة للاحتلال الأمريكي، للحصول على الاستقلال، وبسبب مشاركتهن في التجارة حصلت النساء القرويات الهايتيات على موارد دخل مستقلة على العكس من أقرانهن من النخبة الهايتية ذات الميول الغربية.

## التمثيل السياسي

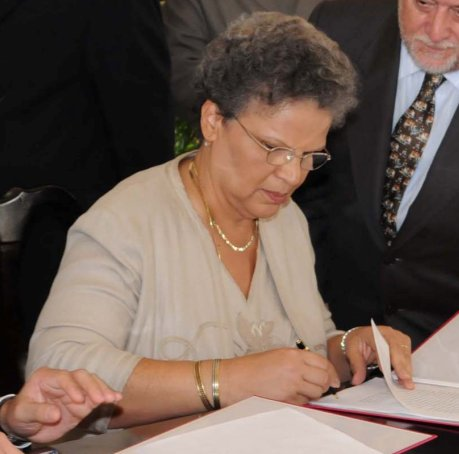
ميشيل بيير لويس رئيس وزراء هايتي سابقا.

تمتلك الحكومة الهايتية وزارة لشؤون المرأة، ولكنها تفتقر إلى القدرة اللازمة على معالجة قضاياها مثل، العنف ضد المرأة، والتحرش في مكان العمل، واعتمد عدد من الشخصيات السياسية البارزة مثل «ميشيل بيير لويس» (رئيسة وزراء هايتي الثانية) سياسة محددة من أجل مناهضة عدم المساواة والاضطهاد ضد المرأة، وكان لمنصبها تأثير إيجابي على القيادة السياسية النسائية، حتى وصلت نسبة التمثيل السياسي النسائي على المستوى الحكومي عام 2005 نسبة 25%.

## تاريخ الحركة النسوية الهايتية
شاركت النساء في الحركات الاجتماعية الهايتية منذ حرب الاستقلال حتى لو لم تُذكر أسمائهن في التاريخ. ظهرت الحركة النسائية في هايتي في ثلاثينيات القرن الماضي أثناء الأزمة الاقتصادية التي يُعتقد أنها أجبرت بعض النساء الهايتيات خصوصًا من الطبقة المتوسطة على العمل خارج المنزل لأول مرة، وذلك على العكس من النساء القرويات اللاتي سبقنهن في ذلك النوع من العمل، وفي هذا التاريخ بدأت نخبة أكبر من النساء الهايتيات في الالتحاق بالتعليم ما بعد الثانوي، والتحقن بجامعة «لونيفيغسيتي ديت دهايتي - L'Université D'Etat d'Haiti»، وحصلت أول امرأة على الشهادة الثانوية خلال عام 1933.
تعَد منظمة «الرابطة النسوية للعمل الاجتماعي Ligue Féminine d'Action Sociale» أولى المنظمات المُنشأة في هايتي عام 1934، ومن بين أوائل نخبتها كانت مادلين سيلفان، وأليس غاروت، وفرناند بيليغراد، وتيريز هوديكور، وأليس ماثون، وماري تيريز كوليمون، وماري تيريز بوتفيان، وحُظرت تلك الرابطة من قبل الحكومة الهايتية بعد شهرين من تأسيسها، ولكن أعيد تأسيسها مرة أخرى بعد الموافقة على دراسة أهدافها مستقبلًا بدلًا من تنفيذها على الفور، وقد منحت تلك الرابطةُ المرأةَ الهايتية حق التصويت في الانتخابات لأول مرة عام 1957.
في عام 1950 انضمت الكاتبة النسوية (بوجول أوريول) إلى تلك الرابطة، وظفرت بمنصب رئاستها لتلك الرابطة عام 1997 حتى وفاتها في 11 مارس 2011، بالإضافة لكونها عضواً مؤسساً في منظمة «تحالف المرأة الهايتية -  L' Alliance des Femmes Haitiennes»، وهي منظمة تضم أكثر من 50 مجموعة نسائية هايتية. عُينت بعض النساء في مناصب قيادية حكومية في عهد الرئيس (فرانسوا دوفالييه): إذ عُينت روزالي أدولف (المعروفة باسم مدام ماكس أدلف) رئيسًا للشرطة السرية، وعُينت ليديا أوجينتي كوكيل لوزارة العمل سنة 1957، وعُينت لوسيان هورتيلو (أرملة الرئيس السابق دومار سايسميمي) أول سفيرة لهايتي، وكادت ماري دينيس دوفالييه أن تخلف والدها في الحكومة عام 1971.

## العنف الجنسي
قد تعاني النساء في هايتي من تهديدات مستمرة لأمنهن وحياتهن الخاصة بسبب الاغتصاب والخطف والاتجار بالبشر بالإضافة لمعاناتهن من عدم الاستقرار السياسي.
في عام 1993 في ظل الحكم الديكتاتوري العسكري لراؤول سيدراس، وُثقت حالات من الاغتصاب، والمذابح، والاختفاء القسري، والاعتداءات العنيفة على أحياء بأكملها، وكل ذلك بدوافع سياسية، وكشفت تقارير من منظمات حقوق المرأة في هايتي بأن النساء تعرضن للإيذاء بطرق مختلفة دون الرجال، وقد هدد عسكريون بالزي الرسمي وحلفاؤهم من المنظمات السياسية المدنية، تلك المنظمات الحقوقية بسبب عملهم في الدفاع عن حقوق المرأة، وتعرضن أيضًا لمضايقات جنسية من بين ضربات على الثدي حتى الاغتصاب.
رأت معظم المنظمات النسائية الهايتية الحوادث التي حدثت قبل انقلاب عام 2004 على أنها تذكير بأساليب الانقلاب التي حدثت في الفترة من 1991 حتى 1994 وذلك عن طريق الاغتصاب والخطف والقتل باعتبار ذلك نوعاً من الترهيب. بالرغم من دعم معظم المناهضات النسويات في هايتي الحملة الانتخابية (جان برتراند أريستيد) قبل ولايته الأولى (1991-1995)، أدانت الكثير منهن -وعلى رأسهن المفكرات مثل: ميريام ميرتل، وماجلي مارسيلين- حكم نفس الرئيس المنتخب خلال فترة ولايته الثانية (2000-2004). لكنْ فضّل المراقبون الآخرون حزب (فانمي لافلاس) الذي انتقد الفترة عقب الانقلاب باعتبارها «إعادة نفس التكتيكات الديكتاتورية»، عن طريق الحملات الإرهابية التي تستخدم الاغتصاب والقتل والاختفاء، مع انعدام الأمن بسرعة وتقييد كل النشاطات الاقتصادية للقطاعات غير الرسمية وغير الحكومية.
تعاني هايتي حتى يومنا هذا من «مستويات مروعة من العنف الجنسي ضد النساء»؛ إذ زاد عدد الحالات المبلغ عنها خلال فترات الاحتفالات. تمارس منظمة العفو الدولية واللجان الحقوقية الأمريكية ضغطًا كبيرًا على الدولة لتوجه العناية الواجبة اللازمة لاستئصال العنف والتمييز ضد المرأة ومنعه، وبالرغم من ذلك، سُجلت عدة حالات ضد جنود بعثة الأمم المتحدة ضمن الإساءة ضد النساء في هايتي.

## التعليم

### تاريخ تعليم المرأة
لا تتساوى النساء في هايتي في الحصول على التعليم، وقد عانين من هذه المشكلة لفترة طويلة. عند البحث في تاريخ تعليم المرأة في هايتي، لا توجد أي تسجيلات لهن قبل عام 1844، وذلك بسبب هيمنة الذكور على المجتمع مع أصولهم الاستعمارية، ما جعلهم يمنعون الفتيات والنساء من الذهاب للمدرسة، ولكن تغير هذا مع الدستور في عام 1843، فأُنشئت أول مدرسة ابتدائية للبنات في بورت أوبرنس عام 1844، وبالرغم من المحاولات السياسية لحل مشكلة التعليم غير المتكافئ في هذا الوقت، صعَّبت المشاكل الاقتصادية والحواجز الاجتماعية الحلَّ للغاية حتى عام 1860 حين تطورت المدارس الثانوية مقارنة بعدد مرتاديها من الفتيات، وبعد قانون 1893، بالتحديد في عام 1895. 
أنشأت الحكومة ست مدارس ثانوية للبنات، وذلك مقارنة مع البلدان الأخرى مثل بلدان أمريكا اللاتينية التي حققت التعليم الابتدائي الشامل أو شبه الشامل لجميع الأطفال. وبالنسبة للتعليم الابتدائي في هايتي، كان معدل التحاق الأولاد بالمدارس أعلى من البنات في عام 1987.

### النظام العام
نظام التعليم في هايتي متأخر، على الرغم من وجود مدارس ابتدائية وثانوية وجامعية، إلا أن الحضور والتخرج من هذه المدارس والجامعات منخفض، إذ يعاني غالبية السكان الفقر ويركزون على العمل من أجل العيش. يبدأ نظام التعليم الرسمي في هايتي من مرحلة ما قبل المدرسة، تليها تسع سنوات من التعليم الأساسي، وابتداءً من السنة الثانية من التعليم الثانوي يُسمح للطلاب بالبحث عن برامج التدريب المهني. يبدأ التعليم العالي بعد الانتهاء من دراسة السنة الثانية من التعليم الثانوي، ولكن يشدَّد على التقييم؛ نظرًا لأن معظم الأطفال لا تتاح لهم فرصة بدأ التعليم من الأساس.
ارتفعت معدلات الرسوم الدراسية بشكل كبير عن الماضي بدءًا من مرحلة ما قبل المدرسة. إذ تكلفت الأسرة 1628 غورد (41 دولار) في عام 2004 وصولًا لمبلغ 4675 غورد (117 دولار) في عام 2007. وكانت نسبة الزيادة 187% في 3 سنوات، وهذا ارتفاع عالٍ لا يمكن لمعظم الأسر تحمله. 
أنهت ما يقرب من 25% من النساء في المناطق الحضرية المرحلة الثانوية مقابل 2% فقط من المناطق القروية الريفية، عمومًا وفقًا لدراسة أجراها معهد هايتي للإحصاء وتكنولوجيا المعلومات، لم يلتحق 39% من الهايتيين بالمدرسة مطلقًا، وساءت الأوضاع أكثر بعد زلزال 2010، إذ وصلت نسبة الفئة العمرية 6-12 عام غير الملتحقين بالمدرسة إلى 37.7%.

### ما بعد زلزال 2010
تضررت أكثر من أربعة آلاف مدرسة (مؤسسات ما قبل المدرسة الأساسية والثانوية والتعليم العالي والمهني) ودُمرت أكثر من 1200 مدرسة. وتوفي الكثير من المعلمين والطلاب، وكان لابد من إغلاق نظام التعليم بأكمله لأسباب كثيرة، أقلها انهيار وزارة التعليم نفسها، مع عدم وجود بنية تحتية مستقرة، والطلبات المستمرة من مسؤولي المدارس، كان على الأطفال وخاصة النساء مساعدة أسرهم بطرق غير رسمية. انتهت دراسة سبقت الزلزال -أجرتها منظمات أمريكية لحقوق الإنسان- إلى أن جميع الفتيات الهايتيات تقريباً يعملن في السوق غير الرسمية، وتتراوح أعمارهن بين 5 و 9 سنوات، وتود المصادر أن تعلن عن نقص انعدام المساواة التعليمة مع نمو متوسط لالتحاق الفتيات بالمدارس بمعدل متزايد عن الأولاد. اعتبارًا من عام 2015، يعرف 60.7% من السكان فقط القراءة والكتابة، ومعدل الذكور المتعلمين حوالي 64.3%، بينما تبلغ نسبة النساء -المقيدات بالأمور الاجتماعية- 57.3% فقط.